# Maria Boutina
Maria Valerievna Boutina (russe : Мари́я Вале́рьевна Бу́тина) est une femme politique, militante, journaliste et ancienne entrepreneuse russe, née le 10 novembre 1988. Après plusieurs d'années d'activités non autorisées en sol américain, elle a été condamnée en 2018 comme agent étranger non-enregistré agissant sur le territoire américain au nom de la Russie,,. Expulsée en octobre 2019 vers la Russie, elle est devenue membre de la Douma russe.

## Biographie
Dans les années 2010, Boutina a travaillé comme assistante Aleksandr Torchine (en), ancien membre du Conseil de la fédération de la Russie, membre du parti Russie unie dirigé par Vladimir Poutine et député-gouverneur de la Banque centrale de Russie. Dans ce rôle, elle a infiltré des groupes conservateurs américains, notamment la National Rifle Association, dans le but de promouvoir les intérêts russes lors de l'élection présidentielle américaine de 2016,,. Plus tard, la Commission spéciale sur le renseignement du Sénat des États-Unis a conclu que Boutina a tenté de persuader l'équipe de campagne de Donald Trump d'établir un canal de communication secret avec les autorités russes.
En juillet 2018, alors qu'elle demeure à Washington, D.C., Boutina est arrêté par le FBI qui l'accuse d'avoir agi comme agent de la Russie « sans avoir au préalable notifié le Procureur général des États-Unis »,.
En décembre 2018, elle plaide coupable de conspiration selon les termes du titre 18 du Code des États-Unis, §951,,,,.
En avril 2019, un juge fédéral américain la condamne à 18 mois de prison.
Elle est emprisonnée pendant environ cinq mois avant d'être libérée, car elle a déjà fait neuf mois de prison avant son procès.
Elle a été renvoyée en Russie en octobre 2019.
Elle a publiquement niée être un espionne russe.
En 2021, elle est membre de la Douma en tant que députée de Russie unie.

## Sanctions gouvernementales
Le 24 mars 2022, Boutina a été sanctionnée par le département du Trésor des États-Unis en réponse à l'invasion de l'Ukraine par la Russie. Le Canada a également sanctionné Boutina selon les termes de la Special Economic Measures Act (S.C. 1992, c. 17) en lien avec l'invasion russe. Le Royaume-Uni, en 2022, a sanctionné Boutina en lien avec la guerre russo-ukrainienne.

### Citations originales
1. ↑  (en) « without prior notification to the Attorney General »